# Stortjärnen (Häggenås socken, Jämtland, 704535-145371)
Stortjärnen är en sjö i Östersunds kommun i Jämtland och ingår i Indalsälvens huvudavrinningsområde. Sjön har en area på 0,24 kvadratkilometer och ligger 369 meter över havet. Sjön avvattnas av vattendraget Töjsan.

## Delavrinningsområde
Stortjärnen ingår i det delavrinningsområde (704515-145522) som SMHI kallar för Utloppet av Stortjärnen. Medelhöjden är 433 meter över havet och ytan är 7,06 kvadratkilometer. Räknas de 3 avrinningsområdena uppströms in blir den ackumulerade arean 35,45 kvadratkilometer. Töjsan som avvattnar avrinningsområdet har biflödesordning 3, vilket innebär att vattnet flödar genom totalt 3 vattendrag innan det når havet efter 239 kilometer. Avrinningsområdet består mestadels av skog (78 procent). Avrinningsområdet har 0,24 kvadratkilometer vattenytor vilket ger det en sjöprocent på 3,4 procent.